# ČZ 250 typ 471
ČZ 250 typ 471 je dvoumístný motocykl, vyvinutý Českou zbrojovkou Strakonice, vyráběný od roku 1974 do roku 1978.
Motocykl používá rám z typu ČZ 175/477 a dvoudobý řadový dvouválcový motor Jawa se čtyřstupňovou převodovkou. V roce 1976 prošel modernizací, kdy bylo změněno přední světlo a jednoklíčová přední brzda byla nahrazena dvouklíčovou.

## Technické parametry
- Rám: trubkový, ocelový
- Suchá hmotnost: 142 kg
- Maximální rychlost: 120 km/h
- Spotřeba paliva:

## Typy
- ČZ 250/471.0 (1974–1976) – přezdívaný Smolík, první motocykly měly tělo výfuku ošetřeno černou barvou, kulaté ukazatele směru od roku 1975
- ČZ 250/471 Custom Mk. I, Mk. II. a Mk. III. (1976–1981) – úpravy prováděné až ve Velké Británii, jiné sedlo, kapotáž, zadní blatník, některé i přední blatník, barva zpravidla zlatá, dále černá a modrá, Mk. II. – jiné provedení zadní části, barva červená s černou, Mk. III. – jiné provedení kastlíků, barva stříbrná
- ČZ 250/471.1 (1976) – kulaté přední světlo a přístrojový panel
- ČZ 250/471.3 (1976–1977)
- ČZ 250/471.4 (1979–1981) – přední kulatý světlomet o průměru 160 mm, na nádrži nápis ČEZET místo kulatého znaku ČZ s bočnicemi (od roku 1980)

## Fotogalerie

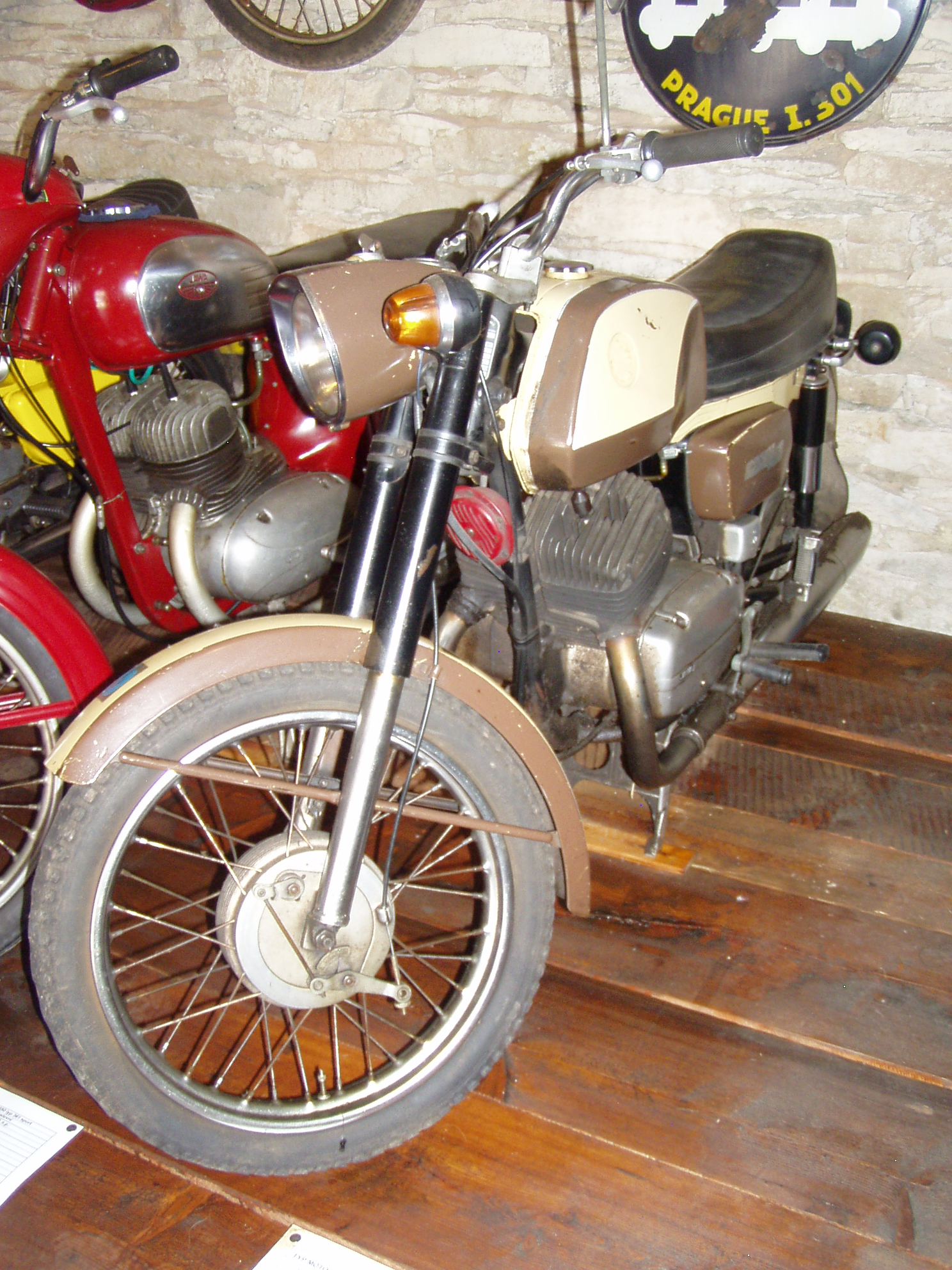
ČZ 250/471.0 (1974)